# Jesper Lindstrøm
Jesper Grænge Lindstrøm (Taastrup, 29 de febrero de 2000), más conocido como Jesper Lindstrøm, es un futbolista danés que juega de centrocampista en el VfL Wolfsburgo de la 1. Bundesliga de Alemania.

## Trayectoria
Comenzó su carrera deportiva en el Brondby IF, con el que debutó el 11 de julio de 2019, en un partido de clasificación para la Liga Europa de la UEFA 2019-20 frente al FC Inter Turku.
El 28 de julio debutó en la Superliga de Dinamarca, donde además anotó su primer gol como profesional. En ese partido el Brondby se impuso por 3-2 al Odense BK.
El 11 de julio de 2021 fue traspasado al Eintracht Fráncfort, equipo con el que firmó por cinco temporadas.
El 29 de agosto de 2023 se anunció su fichaje por la S. S. C. Napoli italiana. Tras una única temporada allí, las dos siguientes fue cedido al Everton F. C. y al VfL Wolfsburgo.

## Selección nacional
Fue internacional sub-19 y sub-21 con la selección de fútbol de Dinamarca, antes de convertirse en internacional absoluto el 11 de noviembre de 2020, en un partido amistoso frente a la selección de fútbol de Suecia.

## Estadísticas

### Clubes
Actualizado al último partido disputado el 25 de mayo de 2025.
| Club                           | Div.          | Temporada     | Liga  | Liga  | Copas nacionales | Copas nacionales | Copas internacionales | Copas internacionales | Total | Total |
| Club                           | Div.          | Temporada     | Part. | Goles | Part.            | Goles            | Part.                 | Goles                 | Part. | Goles |
| ------------------------------ | ------------- | ------------- | ----- | ----- | ---------------- | ---------------- | --------------------- | --------------------- | ----- | ----- |
| Brøndby IF Dinamarca           | 1.ª           | 2018-19       | 0     | 0     | 1                | 0                | —                     | —                     | 1     | 0     |
| Brøndby IF Dinamarca           | 1.ª           | 2019-20       | 28    | 3     | 1                | 0                | 4                     | 2                     | 33    | 5     |
| Brøndby IF Dinamarca           | 1.ª           | 2020-21       | 29    | 10    | 2                | 0                | —                     | —                     | 31    | 10    |
| Brøndby IF Dinamarca           | Total club    | Total club    | 57    | 13    | 4                | 0                | 4                     | 2                     | 65    | 15    |
| Eintracht Fráncfort · Alemania | 1.ª           | 2021-22       | 29    | 5     | 1                | 0                | 9                     | 0                     | 39    | 5     |
| Eintracht Fráncfort · Alemania | 1.ª           | 2022-23       | 27    | 6     | 3                | 1                | 8                     | 1                     | 38    | 8     |
| Eintracht Fráncfort · Alemania | 1.ª           | 2023-24       | 1     | 0     | 1                | 0                | 1                     | 0                     | 3     | 0     |
| Eintracht Fráncfort · Alemania | Total club    | Total club    | 57    | 11    | 4                | 1                | 18                    | 1                     | 80    | 13    |
| S. S. C. Napoli · Italia       | 1.ª           | 2023-24       | 22    | 0     | 3                | 0                | 4                     | 0                     | 29    | 0     |
| S. S. C. Napoli · Italia       | Total club    | Total club    | 22    | 0     | 3                | 0                | 4                     | 0                     | 29    | 0     |
| Everton F. C. Inglaterra       | 1.ª           | 2024-25       | 25    | 0     | 4                | 0                | —                     | —                     | 29    | 0     |
| Everton F. C. Inglaterra       | Total club    | Total club    | 25    | 0     | 4                | 0                | 0                     | 0                     | 29    | 0     |
| Total carrera                  | Total carrera | Total carrera | 160   | 24    | 18               | 1                | 26                    | 3                     | 204   | 28    |

## Palmarés

### Títulos nacionales
| Título                 | Club       | País      | Año  |
| ---------------------- | ---------- | --------- | ---- |
| Superliga de Dinamarca | Brøndby IF | Dinamarca | 2021 |

### Títulos internacionales
| Título                 | Club                | Sede    | Año  |
| ---------------------- | ------------------- | ------- | ---- |
| Liga Europa de la UEFA | Eintracht Fráncfort | Sevilla | 2022 |